# Bo Josefsson
Bo Josefsson – szwedzki żużlowiec.
Srebrny medalista indywidualnych mistrzostw Szwecji (Göteborg 1967). Trzykrotny medalista mistrzostw Szwecji par klubowych: srebrny (1966) oraz dwukrotnie brązowy (1967, 1970). Czterokrotny srebrny medalista drużynowych mistrzostw Szwecji (1967, 1968, 1971, 1972).
Reprezentant Szwecji na arenie międzynarodowej. Uczestnik rundy skandynawskiej drużynowych mistrzostw świata (Odense 1965 – I miejsce). Wielokrotny uczestnik eliminacji indywidualnych mistrzostw świata (najlepszy wynik: Linköping 1969 – X miejsce w finale skandynawskim).
W lidze szwedzkiej reprezentant klubów: Njudungarna Vetlanda (1962–1968) i Lejonen Gislaved (1969–1976), natomiast w brytyjskiej – Glasgow Tigers (1967–1968), 